# FAN'S MADE BEST
『FAN'S MADE BEST』（ファンズ・メイド・ベスト）は、フォークデュオのコブクロが2012年9月5日に発売した、初のファンクラブ限定アルバム。現在は販売していない。

## 概要
- コブクロの活動休止期間中に行われた「ファンのみんなと一緒に作るベストアルバム」という企画で誕生した作品で、小渕の意向から一般販売とは異なる裏ベスト的な作品としてファンクラブ会員のみに販売された。
- 投票対象曲は、シングル表題曲を除いたカップリング曲、アルバム曲、未音源曲である。
- カップリング曲である「赤い糸」や、「風見鶏」にも多くの投票が集まったが、投票開始後に、『ALL SINGLES BEST 2』の制作が決まり、そちらに収録されることとなった為、本作への収録は見送られた。
- 通常盤のほかに、抽選販売されたDVD付ギターケース型のスペシャル・パッケージが存在する。
- 「ココロの羽」、「夜空」、「光の粒」、｢向かい風」、「Happy Birthday」の5曲は本作で初の音源化。うち、「ココロの羽」は得票数が1位だったため、同時発売の『ALL SINGLES BEST 2』のボーナストラックとしても再録された。
- 同じワーナー所属の山下達郎『ADD SOME MUSIC TO YOUR DAY』などと異なり、完全に「ファンクラブ会員向け」に発売されているため、会員にならなければ購入することすら不可能であった。
- 『ALL SINGLES BEST 2』にも本作の存在が記されており、また、同アルバム内のチラシにファンクラブ特典として本作が通年購入可能なように記されているが、ファンサイトなどでは、小さく「『FAN'S MADE BEST』は現在販売していません」と記されている。
- 『会員だけに販売する､会員限定CD』というスタンスを採っており、チケットなどと同じく『オークション転売厳禁』とされている。
- それぞれ3つの公式ファンサイトからの投票を基に選曲された。

## 収録曲
| #         | タイトル                                                                 | 作詞・作曲          | 編曲      | 時間  |
| --------- | ------------------------------------------------------------------------ | ------------------- | --------- | ----- |
| 1.        | 「ココロの羽」                                                           | 小渕健太郎          | コブクロ  | 6:17  |
| 2.        | 「夜空」                                                                 | 小渕健太郎          | コブクロ  | 5:21  |
| 3.        | 「NOTE」                                                                 | 小渕健太郎          | コブクロ  | 5:25  |
| 4.        | 「潮騒ドライブ」                                                         | 小渕健太郎          | 笹路正徳  | 5:32  |
| 5.        | 「ストリートのテーマ」(from 2008.9.6 和歌山県紀三井寺運動公園陸上競技場) | 小渕健太郎          |           | 9:08  |
| 6.        | 「光の粒」                                                               | 小渕健太郎          | コブクロ  | 6:24  |
| 7.        | 「今と未来を繋ぐもの」                                                   | 小渕健太郎          | コブクロ  | 5:34  |
| 8.        | 「どんな空でも」(from 2008.6.5 大阪城ホール)                             | 小渕健太郎          |           | 10:09 |
| 9.        | 「夢唄〜Back to street〜」                                               | 小渕健太郎          | コブクロ  | 6:00  |
| 10.       | 「そばにいれるなら••」                                                   | 小渕健太郎          | コブクロ  | 6:58  |
| 11.       | 「ANSWER」                                                               | 小渕健太郎•黒田俊介 | 笹路正徳  | 5:33  |
| 12.       | 「光」                                                                   | 小渕健太郎          | 笹路正徳  | 5:08  |
| 合計時間: | 合計時間:                                                                | 合計時間:           | 合計時間: | 77:29 |

| #         | タイトル                                           | 作詞・作曲 | 編曲      | 時間  |
| --------- | -------------------------------------------------- | ---------- | --------- | ----- |
| 1.        | 「手紙」                                           | 小渕健太郎 | 笹路正徳  | 5:53  |
| 2.        | 「向かい風」                                       | 小渕健太郎 | コブクロ  | 5:15  |
| 3.        | 「エピローグ」                                     | 小渕健太郎 | コブクロ  | 4:29  |
| 4.        | 「To calling of love」(from 2009.11.28 日本武道館) | 黒田俊介   |           | 8:07  |
| 5.        | 「遠くで••」(from 2006.5.6 日本武道館)             | 小渕健太郎 |           | 7:55  |
| 6.        | 「Happy Birthday」                                 | 小渕健太郎 | コブクロ  | 1:02  |
| 7.        | 「彼方へ」                                         | 小渕健太郎 | コブクロ  | 4:12  |
| 8.        | 「同じ窓から見てた空」                             | 小渕健太郎 | コブクロ  | 8:12  |
| 9.        | 「神風」                                           | 小渕健太郎 | コブクロ  | 4:44  |
| 10.       | 「愛する人よ」(Studio Live)                        | 小渕健太郎 | 笹路正徳  | 6:25  |
| 11.       | 「WHITE DAYS」                                     | 小渕健太郎 | コブクロ  | 6:30  |
| 12.       | 「Flag」                                           | 小渕健太郎 | コブクロ  | 7:22  |
| 合計時間: | 合計時間:                                          | 合計時間:  | 合計時間: | 70:06 |

## 楽曲解説

### DISC1
1. ココロの羽
初音源化曲。本作の投票で1位だった為、『ALL SINGLES BEST 2』にも収録されている。
2. 夜空
2012年H.I.S. CMソング。
2010年のスタジアムライブで歌われ、本作で初音源化された。
3. NOTE
5thアルバム『NAMELESS WORLD』収録曲。
4. 潮騒ドライブ
8thシングル『blue blue』カップリング曲。
アルバム初収録。
5. ストリートのテーマ

『KOBUKURO FAN FESTA 2008〜10 YEARS SPECIAL!!!!』での音源を収録。
6. 光の粒
初音源化。コブクロ初のクリスマスソングとしてファンの間で人気の曲である。
7. 今と未来を繋ぐもの
12thシングル『桜』カップリング曲。アルバム初収録。
8. どんな空でも
『KOBUKURO LIVE TOUR '08 "5296" FINAL』の音源を収録。
9. 夢唄 〜Back to street〜
1999年にレコーディングされたかつての曲。
2012年にレコーディングした音源が前奏の前に追加されている。これが、Back to streetの名前がついた理由である。
10. そばにいれるなら••
インディーズアルバム『ANSWER』収録曲を、レコーディングし直して収録。
本作発売以前の作品では、タイトルの点が3つだったが、本作からは2つになっている。
11. ANSWER
1stアルバム『Roadmade』収録曲。
12. 光
2ndアルバム『grapefruits』収録曲。

### DISC2
1. 手紙
3rdアルバム『STRAIGHT』収録曲。
2. 向かい風
初音源化。
3. エピローグ
4thアルバム『MUSIC MAN SHIP』収録曲。
4. To calling of love
『KOBUKURO LIVE TOUR '09 "CALLING" FINAL』の音源。
5. 遠くで••
小渕が亡くなった母親に向けて1999年に作った曲。
『KOBUKURO LIVE at 武道館 NAMELESS WORLD』の音源。
6. Happy Birthday
初音源化。
7. 彼方へ
14thシングル『蕾』カップリング曲。
アルバム初収録。
8. 同じ窓から見てた空
5thアルバム『NAMELESS WORLD』収録曲。
『NAMELESS WORLD』には収録されているアウトロ後のSEが本作ではカットされている。
9. 神風
7thアルバム『CALLING』収録曲。
10. 愛する人よ
7thシングル『宝島』のカップリング曲で、本作に収録されているのは、3rdアルバム『STRAIGHT』収録のアルバムバージョン。
11. WHITE DAYS
6thアルバム『5296』収録曲。
12. Flag
5thアルバム『NAMELESS WORLD』収録曲。